# Planina (Ajdovščina)
Planina (Duits: Leitenberg) is een plaats in Slovenië en maakt deel uit van de gemeente Ajdovščina in de NUTS-3-regio Goriška. De plaats telde 490 inwoners op 1 januari 2020.